# J002E3

Die Bilder, auf denen J002E3 (im Kreis) von Bill Yeung am 3. September 2002 entdeckt wurde.

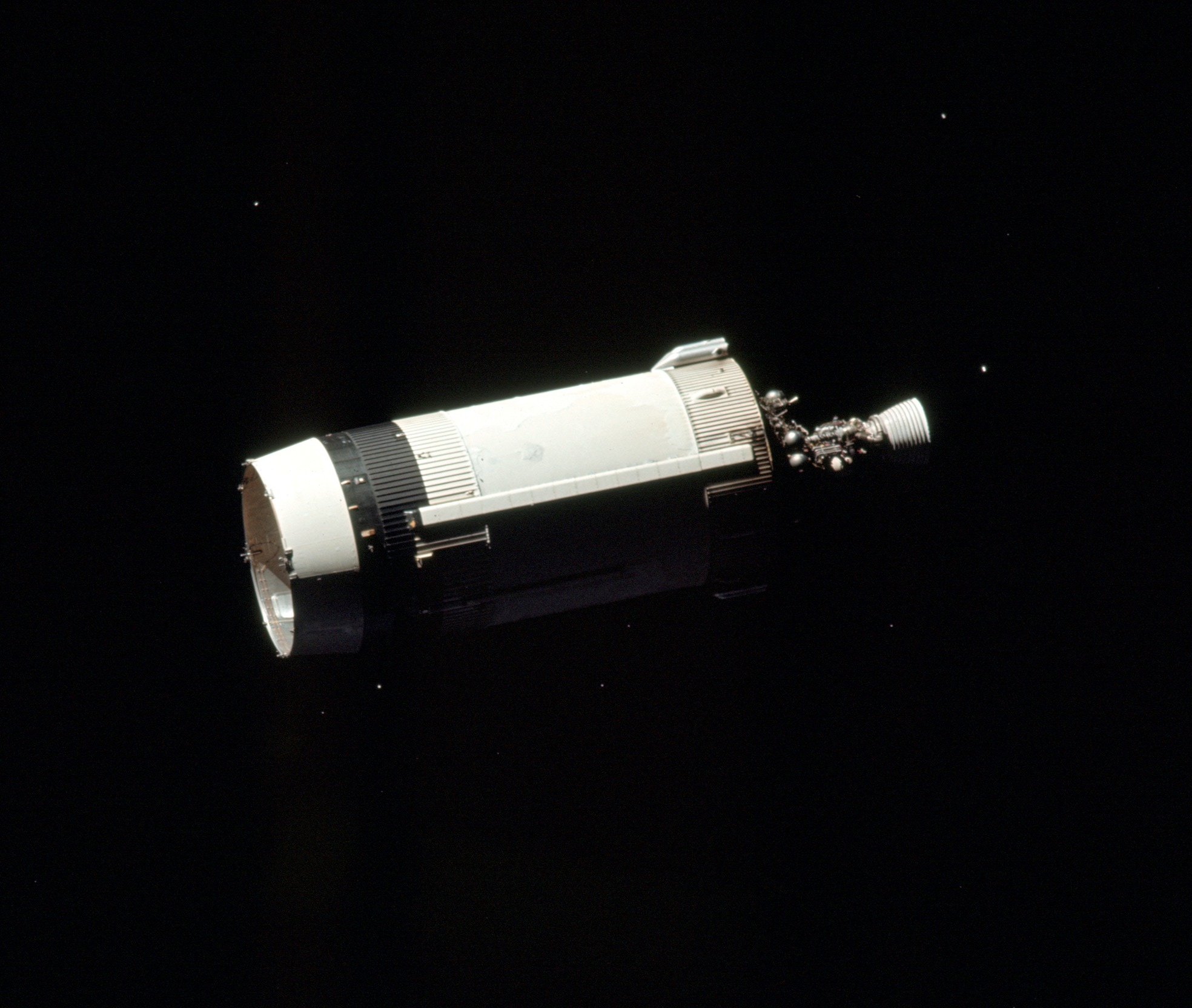
Die S-IVB-Stufe von Apollo 17; die bei Apollo 12 verwendete Stufe ist baugleich.

Diese Computersimulation zeigt, wie J002E3 im Jahr 2002/2003 in eine Bahn eingefangen wurde, die nach 6 Erdumkreisungen zurück in einen heliozentrischen Orbit führte.

J002E3 ist die Bezeichnung, die einem im September 2002 entdeckten vermeintlichen Asteroiden gegeben wurde. Weitere Untersuchungen zeigten, dass die spektralen Eigenschaften der Oberfläche des Objektes weißer Farbe ähneln und es sich wahrscheinlich um die dritte Stufe (S-IVB) der bei der Apollo-12-Mission verwendeten Saturn-V-Rakete (Seriennummer S-IVB-507) handelt.

## Entdeckung
Am 3. September 2002 entdeckte der Astronom William Kwong Yu Yeung (Bill Yeung) einen Asteroiden, dem er den temporären Namen J002E3 gab. Ungewöhnlich an diesem Objekt war, dass es sich in einem Orbit um die Erde zu befinden schien. Dies überraschte die Astronomen, da der Mond mit Ausnahme der Kordylewskischen Wolken, deren Existenz damals noch umstritten war, das einzige große Objekt ist, das um die Erde kreist. Andere Himmelskörper können sich wegen der Gravitationswechselwirkungen zwischen Erde, Sonne und Mond nicht im Erdorbit halten. Daher musste J002E3 erst vor kurzer Zeit in den Erdorbit eingetreten sein, aber es gab kein vor kurzer Zeit gestartetes Raumfahrzeug, das mit dem Orbit des Objekts übereinstimmte. Eine mögliche Erklärung wäre gewesen, dass es sich um einen Felsen von etwa 30 m Durchmesser hätte handeln können. Spektralanalysen eines von den Astronomen Carl Hergenrother und Robert Whiteley geleiteten Teams der University of Arizona ergaben, dass das Spektrum des Objekts mit dem von Titandioxid übereinstimmte. Diese Verbindung war Bestandteil der weißen Farbe, mit der die dritte Stufe der Saturn-V-Rakete zum Schutz vor Aufheizung durch die Sonne lackiert war. Eine Rückverfolgung des Orbits zeigte, dass das Objekt 31 Jahre lang die Sonne umkreist hatte und sich zuletzt 1971 in Erdnähe befand. Dieses Datum ließ vermuten, dass es sich um ein Teil der Apollo-14-Mission handeln könnte, aber die NASA konnte den Verbleib sämtlicher Hardware dieser Mission nachweisen. Die dritte Stufe von Apollo 14 hatte man beispielsweise zu seismischen Untersuchungen kontrolliert auf dem Mond einschlagen lassen. Die wahrscheinlichste Erklärung war, dass es sich um die S-IVB-Stufe von Apollo 12 handelte. Die NASA wollte die dritte Stufe nach Abtrennung des Apollo-Raumschiffs in einen Orbit um die Sonne bringen, aber die Zündung der Hilfstriebwerke („ullage motors“) nach der Trennung dauerte zu lange, so dass nicht mehr genügend Treibstoff übrig war, um der S-IVB die notwendige Fluchtgeschwindigkeit zum Verlassen des Erde-Mond-Systems zu geben. Stattdessen fiel sie in einen halbstabilen Orbit um Erde und Mond, nachdem sie den Mond am 18. November 1969 passiert hatte. Durch eine Serie von Gravitationsstörungen ging sie 1971 in einen Sonnenorbit über und tauchte 31 Jahre später wieder im Erde-Mond-System auf. Im Juni 2003 verließ J002E3 den Erdorbit und wird etwa im Jahr 2032 zurückkehren.

## Möglicher Wiedereintritt in die Erdatmosphäre
Die leere S-IVB-Stufe weist eine Masse von 9559 kg auf und befindet sich in einer instabilen Umlaufbahn, welche möglicherweise zu einer Kollision mit der Erde führen könnte. Dieses würde jedoch nicht zwangsläufig ein Problem darstellen, da etwa 10 Mal pro Jahr Objekte von dieser Masse in die Erdatmosphäre eintreten.
Eine Kollision mit dem Mond wäre ebenfalls möglich.